# Sitticus walckenaeri
Sitticus walckenaeri är en spindelart som beskrevs av Roewer 1951. Sitticus walckenaeri ingår i släktet Sitticus och familjen hoppspindlar. Inga underarter finns listade i Catalogue of Life.